# バニラ・ニンジャ
バニラ・ニンジャ（Vanilla Ninja）は、エストニア出身のガールズバンドで、ヨーロッパの多くの国々、特にドイツとオーストリアで人気がある。
グループは2002年に結成し、翌年には英語とエストニア語の曲を収録したセルフ・タイトル・アルバム『Vanilla Ninja』をリリースした。ユーロビジョン・ソング・コンテストに2度挑戦し、1度目はエストニア代表から漏れたが、翌年のユーロビジョン2005ではスイス代表として出場し決勝まで進んだ。同時進行で行われた視聴者の投票では彼女達の歌った「Cool Vibes」が途中までトップを走っていたものの、最終結果は8位だった。母国エストニアでは、同名のアイスクリームが発売されたほどの人気グループとなった。
これまでに合計5枚のアルバムをリリースしている。また、KONAMI社のゲーム『GuitarFreaks and DrumMania』シリーズにも楽曲を提供している。
当初のメンバーは、マールャ・キビとレナ・クールマー、カトリン・シスカ、ピレット・ヤルヴィスの4人だったが、マールャが2004年グループを去り、代わりにトリーヌ・キヴィラーンがグループに入った。2006年の4作目のアルバム『ラヴ・イズ・ウォー』発表前にトリーヌが脱退し、カトリン、レナ、ピレットの3人編成となった。2021年にトリーヌが復帰。アルバム『Encore』がリリースされるも、2022年初頭にカトリンとトリーヌが脱退。同年3月、トリーヌの妹のカーリ・キヴィラーンが加入している。

## 略歴

### 結成からユーロビジョン、デビュー・アルバムまで
2002年、4人組のガールズバンドとして結成された。当初のメンバーは、マールャ・キビ（ボーカル、ベース）とレナ・クールマー（ボーカル、ギター）、カトリン・シスカ（ボーカル、キーボード）、ピレット・ヤルヴィス（ボーカル、ギター）だった。全てのメンバーがそれぞれリード・ボーカルを担当できるが、マールャとレナがリード・ボーカルを担当することが多い。結成時のプロデューサーは、エストニアで有名なスヴェン・ロームス（Sven Lõhmus）だった。
2002年、マルーシャはユーロビジョンのエストニア予選に出場し7位に入っていた。しかし、他のメンバーは表舞台に立った経験が全くなかったため、結成当初はキビがメンバーを引っ張っていた。ちなみに、このグループは人工的に立ち上げられたもので、デビュー前のメンバー同士の繋がりは一切なかった。
2003年、ユーロビジョン2004のエストニア予選で「Club Kung Fu」を歌ったバニラ・ニンジャは、視聴者からの電話投票で他を圧倒したものの、他の国と違ってエストニアが審査員制度を採っていたために9位に終わり、ユーロビジョン出場は成らなかった。歌手、ミシェル・ボール（Michael Ball）らから成る審査員が視聴者とは全く違った評価を下したのである。
しかし、エストニア予選への参加による知名度の向上と歌が持つ魅力が弾みになって、メディアへの露出が増えた。そして2003年5月、ファースト・アルバム『Vanilla Ninja』がリリースされるに至って、エストニアでの人気が爆発した。アルバムには「Club Kung Fu」のオリジナルバージョンとリミックスバージョン、英語とエストニア語の新曲13曲が入っていた。グループは一気に国内の有力アーティストになり、後にドイツ、スイス、オーストリアを中心に国際的な舞台で活躍する道が開けた。

### ヨーロッパ進出
エストニアでのデビューに続き、バニラ・ニンジャは3つのドイツ語圏の国々、ドイツ、オーストリア、スイスに乗り込んだ。この地域では、まだデビュー・アルバムもシングル「Club Kung Fu」も発売されていなかったが、代わりに目新しさという点では控えめのポップロック「Tough Enough」という新曲を選んだ。ドイツでは2003年12月8日、オーストリアとスイスは遅れてそれぞれ2004年の1月4日と2月8日に発売された。この曲はミュージック・ビデオ専門のテレビチャンネルで多く放送され、ドイツとオーストリアの両方でトップ20にランクインした。
ドイツでのデビューに成功すると、サード・シングル「Don't Go Too Fast」をドイツとオーストリアでそれぞれ4月の4日と5日に発売した。スイスでは3月に発売したもののトップ100にすら入ず、ドイツ、オーストリアでもトップ20を逃した。2004年6月「Tough Enough」、「Don't Go Too Fast」などを収録したセカンド・アルバム『サッドネス』を発売した。

### スイス代表
3か国でチャートの成績は振るわなかったが、そのうちのスイスでは少しずつ人気が出てきた。チャート成績もアルバム『サッドネス』が14位にランクインされて上向きになってきた。しかし、バニラ・ニンジャがユーロビジョン2005にスイス代表として出場するという知らせは、誰もが予想し得なかったことだった。スイスはここ数年来、有力な候補が見つからず、2004年代表の準決勝敗退が最高成績という苦しい状況にあった。そこで、スイスとヨーロッパの両方で人気のあるバニラ・ニンジャに目を付けたのである。この発表は当然、エストニアの人々の怒りを買った。バニラ・ニンジャは、祖国エストニアの代表であるべきであり、縁もゆかりもない国の代表になるのは許しがたいというのである。スイスでも反対の声が上がった。選考委員はバニラ・ニンジャの曲の大部分がスイスの作家デイビッド・ブランデス（David Brandes）の作品だからスイス代表としての要素がないわけではないと弁明したが、皮肉にもブランデスはスイスで生まれ育ったドイツ人だった。

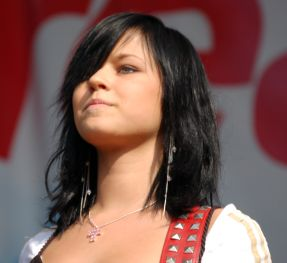
トリーヌ・キヴィラーン

ところが、スイス代表としてユーロビジョンに出場する計画はまもなく危機を迎えた。マールャ・キビが妊娠してグループを抜けてしまったのである。代わりとして連れて来られたトリーヌ・キヴィラーンは、まだ15歳だった。しかし、ユーロビジョンは、1986年に13歳のサンドラ・キムが優勝して以来、16歳未満の出場を禁止する規則を設けている。キヴィラーンは当初、公称17歳としていたが、不審に思ったスイスの選考委が調査したところ、彼女の本当の誕生日が1989年1月13日だということが明らかになり、問題になったのである。
バニラ・ニンジャのスイス代表の話は、ここで立ち消えになるかに思えた。しかし、スイスの選考委は、大会開催前に彼女が16歳になることを理由に決定は覆さないと決めた。大会主催者である欧州放送連合も自分達の決めたルールに口出しはできなかった。しかしこの一件は選考委のやり方が強引だと思っている人々の反発を買った。
ユーロビジョンの選考会の後、ニュー・シングル「Liar」でヨーロッパでの活動を続けた。ドイツとオーストリアではトップ20に入ったが、代表に選ばれたスイスでは43位に終わった。しかし、続く新たなシングルは彼女達自身の最大のヒットになり、初のドイツトップ10まで押し上げた。
中欧での5枚目のシングルとなる「When The Indians Cry」は、グループにとって初となるスローテンポで柔らかい曲調のバラードで、それまでのアップビートの曲とは趣が違っていた。2004年9月にはドイツで8位、オーストリアで7位にランクインしたが、代表選定にまつわる騒ぎのあった当のスイスでは期待したよりも伸びず、27位に終わった。この曲のミュージック・ビデオが、新メンバーのトリーヌ・キヴィラーンのお披露目となった。年齢より大人びて見える彼女はグループに溶け込んでいることをはっきりと示し、5つも歳が離れているメンバー達と上手くやっていけないのではないかという憶測を封じ込めた。ちなみに、キビの代わりとしてキヴィラーンが選ばれた理由の一つは、キビに外見が似ているために早く他のメンバーと馴染めるのではないかと考えられたためだった。

### 3枚目のアルバム
彼女達の曲がドイツの上位チャートの常連になり、ミュージックビデオ専門チャンネル「VIVA」でのオンエア回数が増えていくにつれ、バニラ・ニンジャはドイツで最も活躍するアーティストの1つになった。セカンド・アルバムからの「When The Indians Cry」に続く、サード・アルバムからのニュー・シングル「Blue Tattoo」は前作に似た曲調で、ドイツでトップ10入りを果たし、オーストリアとスイスでも好成績を収めた。
2004年の年末に「Blue Tattoo」で成功を収めると、メンバーはアジア・ツアーのために新曲リリースを3か月休んだ。VIVAの『Your Stars For Christmas』という番組で主役を務め、「When The Indians Cry」の歌詞を変更した楽曲である「The Light Of Hope」を歌った。
2005年3月、新曲「I Know」は家庭内暴力を扱った少々議論の余地が残るビデオとともに発売された。この曲はドイツでは13位、オーストリアでは17位をマークした。3枚目のアルバム『ブルー・タトゥー』は、多くの他のヨーロッパの国々でも発売され、ドイツでは4位、ユーロビジョンの出場曲「Cool Vibes」が収録されている影響で、スイスでもヒットした。
アジア・ツアーで留守にしている間に、ユーロビジョン・スイス代表の曲目は「Cool Vibes」に決定したと発表された。ユーロビジョンの規定に沿うように短い曲が選ばれたのだが、反応は複雑だった。ポップロックとして良い曲だと考える人と、このバンドの最高の曲でもなければユーロビジョンにふさわしい曲でもないと考える人とに二分された。
しかし「Cool Vibes」は出足でつまづいた。歌詞と作曲を担当したデイビッド・ブランデスが、自分の担当したアーティスト達のシングルを大量に購入してドイツのチャートを操作していたという不祥事が発覚したのである。結果、「Cool Vibes」はドイツのチャートから抹消されてしまった。他に彼が大量に買ったとされるシングルには、バニラ・ニンジャの前作「When The Indians Cry」の他にも、ユーロビジョン・ドイツ代表のグラシアが歌う「Run and Hide」が含まれていた。間もなくグラシアはレコード会社から解雇され、この2つのアーティストの売り上げは、3週間ドイツのチャートに記録されないことになった。バニラ・ニンジャは不正に関与していないことがわかったが、「When The Indians Cry」の好調な売り上げが、ブランデスの大量購入に支えられていたかもしれないという事実は、しこりを残す結果となった。

### ユーロビジョン2005
前年のユーロビジョン準決勝でスイスが最下位だったために、2005年3月19日に行われた準決勝では、ウィグ・ワム、ルミニータ と ズドブ・シ・ズドゥブといった強豪たちと戦う羽目になった。スカンジナビアや旧ユーゴスラビア圏の票は集まらなかったものの、見事決勝進出を果たしたが、5月21日の決勝での彼女達のパフォーマンスはベストではなかったという向きもある。
しかし、投票の前半では好調だった。エストニア代表ではないにもかかわらず、母国からは満点の12ポイントが得られた（準決勝で既にエストニア代表が敗退していたせいもあるが）のみならず、ラトビアからも12ポイント獲得出来た。しかし、ドイツから得られたのは4ポイントに過ぎなかった。オーストリアの反応はさらに冷たく、彼女達に1ポイントも与えなかった。
バニラ・ニンジャは、決勝ステージの3分の1が消化された時点でトップを走っていたが、徐々にランクを落とし、結果は8位だった。しかし、スイスにとってはここ数年来で最も良い成績で、来年の決勝への進出権を自動的に獲得した。
2005年6月12日、シングル「Cool Vibes」がスイスで発売されるとユーロビジョンでの話題も手伝って17位にランクイン、スイスでの最大のヒットになった。ドイツでは、ブランデスの一件の影響で発売が延期され、7月2日にランクインしたが42位に終わり、オーストリアでも70位だった。
2005年5月グループは「バルティック・タイムズ」紙のインタビューで、そもそも自分達はポップロック・スタイルのバンドとして出発したのであって、ジャンルはポップ・ミュージックではない、そしてこれからは徐々に正統派のロックに移行していく、と宣言した。
なお、2004年のシングル「Tough Enough」が、テレビゲーム『ダンス・ダンス・レボリューション ULTRAMIX 2』と『In The Groove』にも使われている。

### カムバック
2012年7月28日にラトビア共和国のリガにて久々のライブを行った。
2020年11月27日、カトリン・シスカが自身のFacebookページに、2021年に約14年ぶりとなる新しいアルバムをリリースすることを投稿した。その後、トリーヌ・キヴィラーンがグループに再び参加。アルバム『Encore』がリリースされた。 
2022年初頭にカトリン、トリーヌがそれぞれ個人的な理由により脱退。同年3月に、トリーヌの妹であるカーリ・キヴィラーンが加入している。

## ミュージック・ビデオ
バニラ・ニンジャは、リリースした全ての曲でミュージック・ビデオを制作している。トリーヌ・キヴィラーンが初登場したビデオは「When The Indians Cry」で、それより前のビデオにはグループを去ったマールャ・キビが出ている。「When The Indians Cry」は、「Tough Enough」「Blue Tattoo」と並んで、最も人気の高いビデオである。最新作「Cool Vibes」は、2005年6月から7月にかけて、ヨーロッパのビデオ専門チャンネルで多く放送された。
彼女達のビデオは、ドイツのビデオ専門チャンネルで人気があり、特にVIVAでの露出が多いがこれは珍しいことである。VIVAは、ユニバーサルレコードと契約したアーティストのビデオを優先的に流す放送局として知られているのに、そのライバル会社ソニー・ミュージック傘下のブロス・レコードと契約したバニラ・ニンジャの映像を大々的に放送しているからである。

## メンバー

### 現在のメンバー
- レナ・クールマー (Lenna Kuurmaa) – ボーカル、ギター (2002年– )
- ピレット・ヤルヴィス (Piret Järvis) – ギター、ボーカル (2002年– )
- カーリ・キヴィラーン (Kerli Kivilaan) – ベース、ボーカル (2022年– )

### 旧メンバー
- マールャ・キビ (Maarja Kivi) – ボーカル、ベース (2002年–2004年)
- カトリン・シスカ (Katrin Siska) – キーボード (2002年–2022年)
- トリーヌ・キヴィラーン (Triinu Kivilaan) – ベース、ボーカル (2004年–2005年、2021年–2022年)

## ディスコグラフィ

### スタジオ・アルバム
- Vanilla Ninja (2003年)
- 『サッドネス』 - Traces of Sadness (2004年)
- 『ブルー・タトゥー』 - Blue Tattoo (2005年)
- 『ラヴ・イズ・ウォー』 - Love is War (2006年)
- Encore (2021年)

### コンピレーション・アルバム
- 『サイレント・エモーションズ』 - Silent Emotions (2005年) ※リミックス集
- Best Of (2005年)

### シングル
- "Club Kung Fu" (2003年)
- "Tough Enough" (2003年)
- "Don't Go Too Fast" (2004年)
- "Liar" / "Heartless" (2004年)
- "When the Indians Cry" (2004年)
- "Blue Tattoo" (2004年)
- "I Know" (2005年)
- "I Know (Unplugged)" (2005年)
- "Cool Vibes" (2005年)
- "Megamix" (2005年)
- "Dangerzone" (2006年)
- "Rockstarz" (2006年)
- "Insane in Vain" (2007年) ※エストニアのラジオ局でのみリリース
- "Birds of Peace" (2008年)
- "Crashing Through The Doors" (2008年)
- "Gotta Get It Right" (2021年)